# 霧の中のジョニー
「霧の中のジョニー」（Johnny Remember Me）は、イングランドのジョン・レイトンが1961年に発表した楽曲。シングルとしてリリースされ、全英1位を記録する。
作詞・作曲はジェフ・ゴダード、プロデュースはジョー・ミーク。

## 解説
俳優として活動していたジョン・レイトンが、1960年から歌手としてジョー・ミークのプロデュースでリリースした「Tell Laura I Love Her」（レイ・ピーターソンのカヴァー）、「The Girl On The Floor Above」に続くサードシングルで、全英チャートにおいて計4週ナンバーワンを記録した。
恋人の亡霊に悩まされる男性の歌だったため、BBCでは「デス・ディスク（death discs）」として放送禁止曲に指定された。

## カヴァー
- 克美しげる（1962年）- 漣健児の日本語訳詞によるデビュー曲[4]。その後もレイトンの「霧の中のロンリー・シティー」の日本語カヴァーをリリースしている。
- ブロンスキ・ビート（1985年）- マーク・アーモンドとのコラボレーションで、ドナ・サマーの「アイ・フィール・ラヴ」のカヴァーバージョンを録音。メドレー形式で「霧の中のジョニー」が使用されている（全英最高3位）[5]。

## 影響を与えた曲
- 太田裕美「さらばシベリア鉄道」（1980年）